# Neuer jüdischer Friedhof (Antopal)
Koordinaten: 52° 12′ 16,2″ N, 24° 47′ 43,8″ O

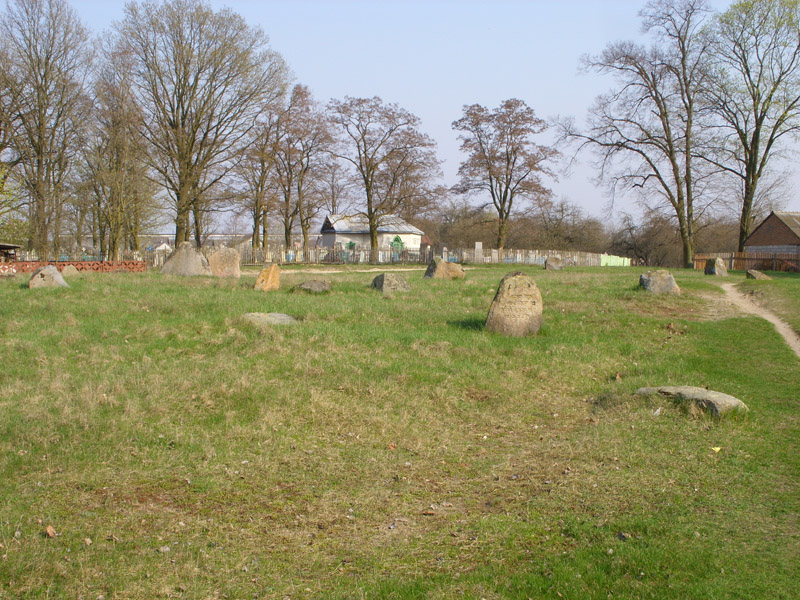
Neuer jüdischer Friedhof in Antopal

Der Neue jüdische Friedhof in Antopal, einer belarussischen Stadt in der Breszkaja Woblasz, wurde vermutlich im 19. Jahrhundert angelegt.
In Antopal war vor 1941 der Anteil der jüdischen Bevölkerung sehr hoch. Der überwiegende Teil der jüdischen Bevölkerung wurde von den deutschen Besatzern während des Zweiten Weltkriegs ermordet.
Auf dem Jüdischen Friedhof sind nur noch wenige Grabsteine vorhanden.